# John Talen
John Talen, né le 18 janvier 1965 à Meppel, est un coureur cycliste néerlandais.

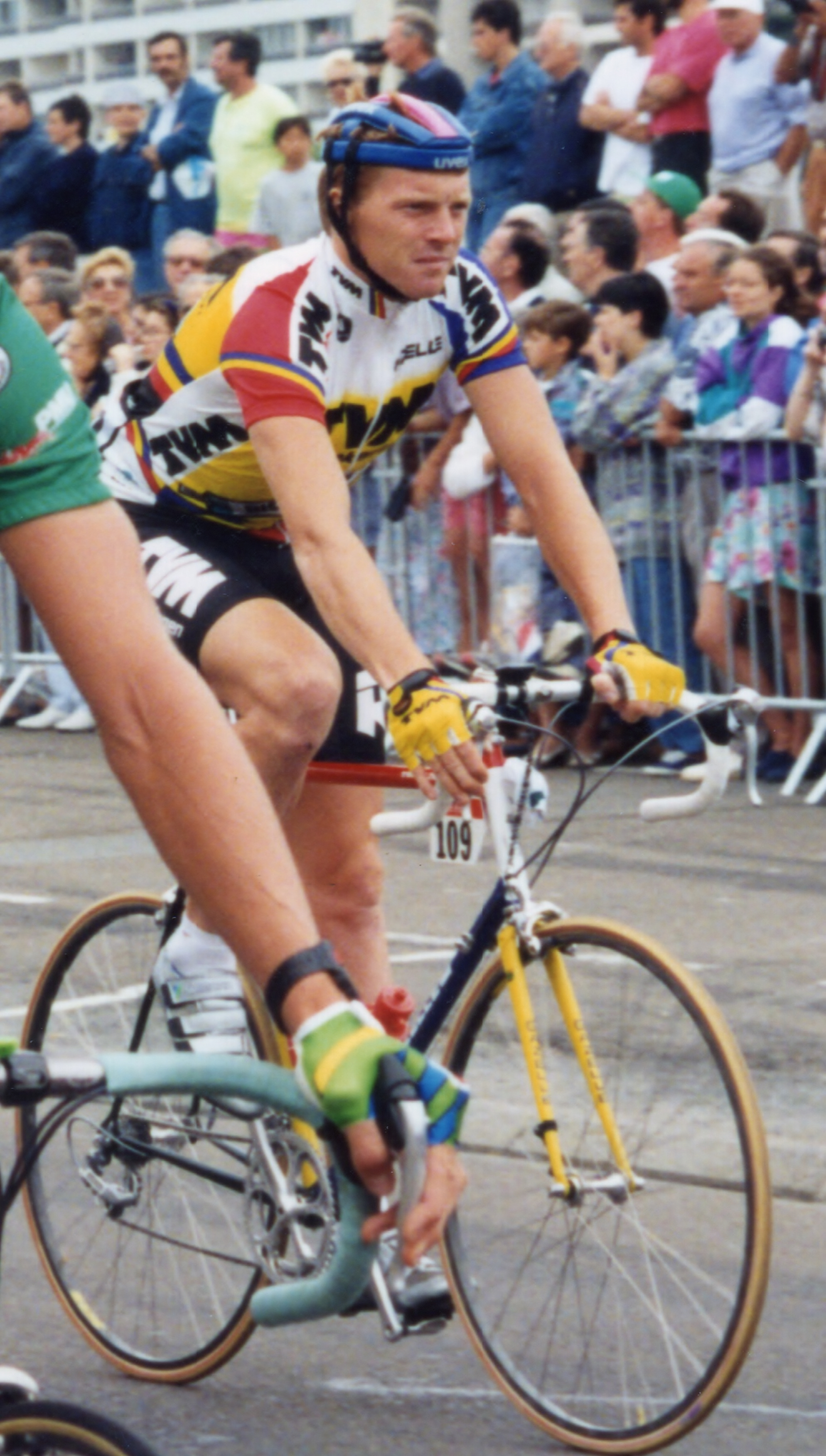
John Talen lors du Tour de France 1993

## Palmarès
- 1984
  - 5e étape de l'Olympia's Tour
  - Tour d'Achterhoek
- 1985
  - Étoile du Brabant :
    - Classement général
    - 1re et 3e étapes

  - Classement général de l'Olympia's Tour
- 1986
  -  Champion du monde du contre-la-montre par équipes (avec Rob Harmeling, Tom Cordes et Gerrit de Vries)
  -  Champion des Pays-Bas sur route amateurs
  - 3e étape du Circuit de la Sarthe
  - Romsée-Stavelot-Romsée
  - 3e étape de l'Olympia's Tour
  - 1re étape du Tour de Rhénanie-Palatinat
  - 2e du Ronde van Zuid-Holland
  - 2e du Gran Premio della Liberazione
  - 2e de l'Olympia's Tour
  - 2e du Tour du Limbourg
  -  Médaillé d'argent du championnat du monde sur route amateurs
  - 3e du Circuit de la Sarthe
- 1987
  - 4e du Circuit Het Volk
- 1988
  - À travers la Belgique
  - Grand Prix Pino Cerami
  - 2e étape du Tour de France (contre-la-montre par équipes)
  - 3e du Circuit Het Volk
- 1989
  - Circuit de Getxo
- 1990
  - 1re étape de Tirreno-Adriatico
  - Grand Prix de l'Escaut
  - 3e du Tour des Flandres
  - 10e de Paris-Roubaix
- 1991
  - 1re étape du Critérium du Dauphiné libéré
  - 1rea étape du Tour des vallées minières
  - 3e étape du Tour de Burgos
  - 2e étape du Herald Sun Tour
  - 1re et 7e étapes du Mazda Alpine Tour
  - 2e du Herald Sun Tour
  - 3e de Veenendaal-Veenendaal
- 1992
  - 2e du Circuit Mandel-Lys-Escaut
- 1993
  - 2eb étape de la Hofbrau Cup
- 1996
  - 2e du Ronde van Midden-Zeeland
- 1997
  - Grand Prix de clôture
  - 1re étape de l'Olympia's Tour
  - 2e du Hel van het Mergelland
  - 2e d'À travers Gendringen
  - 2e du Circuit du Houtland
  - 2e du Circuit du Pays de Waes
- 1998
  - 10e étape de l'Olympia's Tour
  - 2e de l'Omloop Houtse Linies
- 1999
  - Prueba Challenge Costa Brava - Lloret de Mar :
    - Classement général
    - 1re étape

  - 3e étape de l'Olympia's Tour
  - 2e du Circuit du Houtland
  - 3e du Samyn
  - 3e de l'Étoile de Zwolle
- 2000
  - 2e du Championnat des Flandres
- 2001
  - 7e étape du Ruban granitier breton
  - Flèche hesbignonne
  - 2e du Tour de la province d'Anvers
- 2002
  - 2e de l'Omloop Houtse Linies

## Résultats sur les grands tours

### Tour de France
4 participations
- 1988 : 150e, vainqueur de la 2e étape (contre-la-montre par équipes)
- 1989 : hors délais (10e étape)
- 1993 : 122e
- 1994 : 117e et lanterne rouge

### Tour d'Italie
2 participations
- 1987 : 114e
- 1989 : 105e

### Tour d'Espagne
3 participations
- 1991 : 83e
- 1992 : non-partant (18e étape)
- 1993 : 107e

## Distinctions
- Cycliste espoirs néerlandais de l'année : 1986